# ماركوس موندايني
ماركوس موندايني (بالإسبانية: Marcos Mondaini) (14 فبراير 1985 بريسدنس روكي ساينز بينيا الأرجنتين - ) هو لاعب كرة قدم أرجنتيني، يلعب كمهاجم.

## وصلات خارجية
ماركوس موندايني على موقع الدوري الأمريكي (الإنجليزية)
- ماركوس موندايني على موقع قاعدة بيانات كرة القدم.إي يو (الإنجليزية)
- ماركوس موندايني على موقع Soccerway.com (الإنجليزية)
- ماركوس موندايني على موقع عالم كرة القدم.نت (الإنجليزية)
- ماركوس موندايني على موقع AS.com (الإسبانية)